# Osvaldo di Northumbria
Osvaldo di Northumbria (in inglese: Oswald of Northumberland; 604 circa – 642 circa) nel 634 salì sul trono di Bernicia e Deira, i due regni che, unificati, furono conosciuti con il nome di Northumbria. Oswald è venerato come santo dalla Chiesa cattolica, perché cristiano fu ucciso in battaglia dal re pagano Penda di Mercia. Durante i suoi otto anni di regno fu tra i sovrani più potenti della Britannia.
Era figlio di Aethelfrith, che per primo aveva unificato Bernicia e Deira attorno al 604, dando così vita alla Northumbria, e di Acha, figlia del re di Deira Aella. Il padre era stato sconfitto e ucciso in battaglia nel 616 da re Raedwald dell'Anglia orientale. I troni di Bernicia e Deira erano stati dati ad Edwin, figlio di re Aella e dunque fratello della madre di Oswald. Quest'ultimo era quindi fuggito al nord con i suoi fratelli, in Dalriada. Qui si era convertito al Cristianesimo a opera dei monaci di Iona. Quando Edwin fu sconfitto nel 633 dai re Cadwallon ap Cadfan del Gwynedd e Penda di Mercia, nella battaglia di Hatfield Chase, suo fratello maggiore, Eanfrith, salì sul trono di Bernicia.

## Biografia

### Il regno

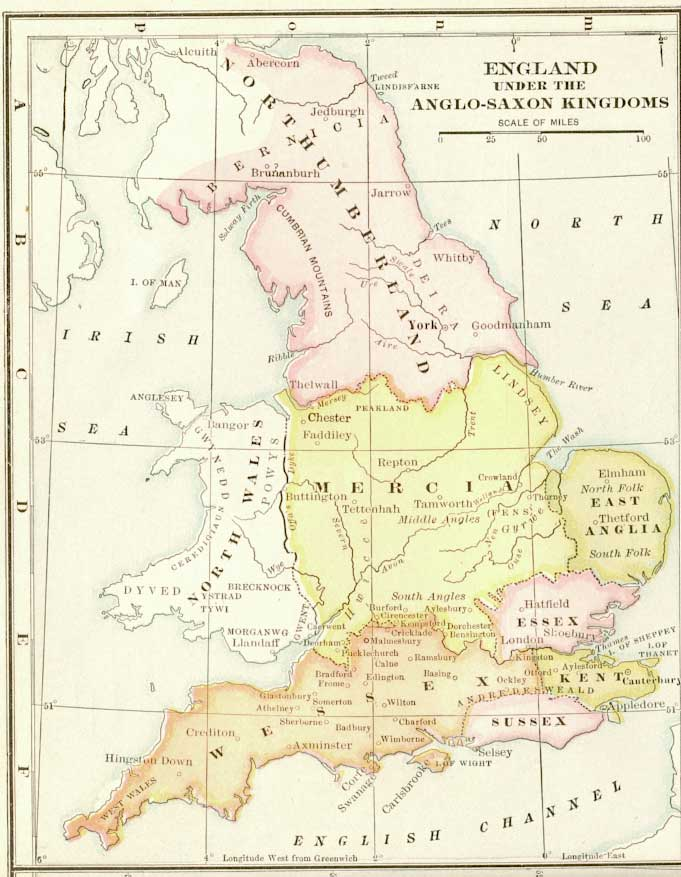
I sette regni anglosassoni

L'anno dopo Eanfrith fu ucciso a tradimento da re Cadwallon, e allora Oswald, con l'aiuto dei pitti e/o degli scoti, affrontò e sconfisse quest'ultimo nella battaglia di Heavenfield. Cadwallon morì nello scontro. Nella Historia Ecclesiastica Gentis Anglorum di Beda il Venerabile si narra come prima della battaglia Oswald avesse eretto una croce di legno, pregando per la vittoria e chiedendo al suo esercito di unirsi a lui.
Dopo la battaglia Oswald salì sul trono di Deira e di Bernicia, di nuovo unificati nella Northumbria. Beda dice che era dotato di imperium e afferma che il suo regno durò otto anni, mentre la Cronaca anglosassone lo definisce "bretwalda", cioè re supremo degli anglosassoni. Secondo Beda, il suo dominio si estendeva su anglosassoni, britanni, scoti e pitti, cioè su tutta la Britannia (mentre in altri passi della sua opera afferma che fu il fratello Oswiu ad aver imposto agli ultimi due popoli il pagamento del tributo). Gli annali irlandesi di Tigernach ricordano che agli inizi del regno di Oswald i reami anglosassoni meridionali tentarono di creare una coalizione contro di lui, tentativo che presumibilmente fallì.
Dalle fonti sembra che Oswald abbia dominato anche sul Lindsey. Gli annali irlandesi ricordano un assedio di Edimburgo nel 638, cosa che fa supporre che sia stato Oswald a conquistare definitivamente il Gododdin, che aveva probabilmente Edimburgo come capitale. Fu invece in buoni rapporti con il Wessex: avrebbe infatti sposato una figlia di re Cynegils, al quale fece da testimone al battesimo. Oswald si adoperò infatti attivamente per la diffusione del Cristianesimo e diede l'isola di Lindisfarne a Aidano di Lindisfarne, che vi fondò un monastero.
Non sono invece del tutto chiari i rapporti con il regno di Mercia: Penda aveva contribuito alla sconfitta del re Edwin e in seguito ne aveva assassinato il figlio Eadfrith, eliminando un pretendente al trono scomodo per Oswald (sebbene è possibile che Penda abbia avuto i propri motivi per agire in questo modo). Sembra, comunque, che Oswald abbia esercitato una qualche forma di dominio anche sulla Mercia.

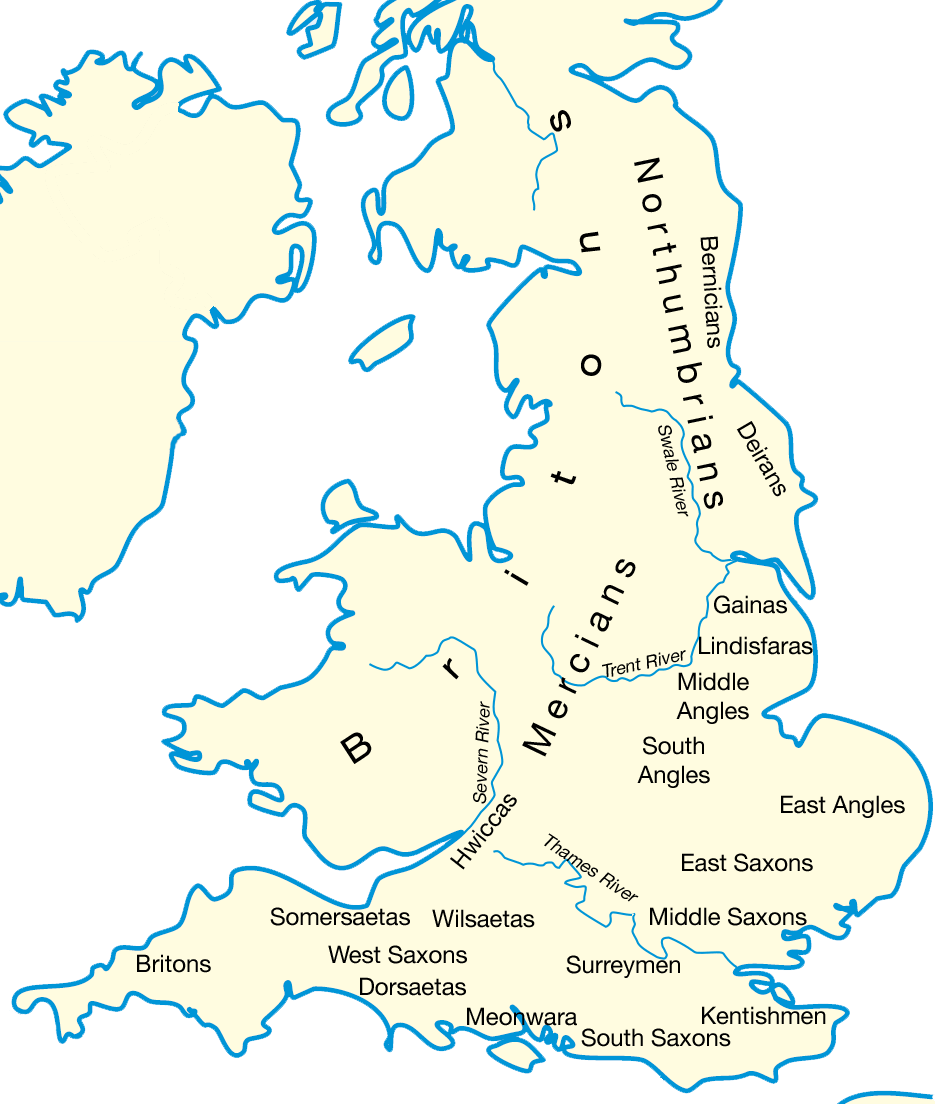
Gli anglosassoni attorno al 600.

### La sconfitta e la morte
Nel 642 o nel 644 Oswald fu ucciso in battaglia da Penda a Maserfield, località tradizionalmente identificata con l'odierna Oswestry. Il sito dello scontro si trovava nel Powys, che era forse alleato della Mercia. È dunque possibile che Oswald sia stato sconfitto durante una campagna militare di conquista indirizzata contro i regni del Galles. Nella battaglia rimase ucciso anche il fratello di Penda, Eowa, che potrebbe aver regnato sulla Mercia insieme al fratello. Ad Oswald successe il fratello Oswiu.
I resti del santo furono dapprima sepolti a Lindsey, ma nel 909 vennero sottratti e trasportati a Gloucester. La testa fu sepolta nel monastero di Lindisfarne, dove in seguito fu tumulato anche san Cuthbert, vescovo locale. Le reliquie furono traslate diverse volte, finché non vennero collocate a Durham, dove fu costruita una chiesa. 

## Culto
Beda il Venerabile racconta una serie di episodi edificanti sulla vita di Oswald e miracoli attribuitigli dopo la morte.  
Il culto di sant'Oswald si diffuse anche nell'Europa continentale. I cimbri, in particolare, lo venerano come loro patrono. 
Sant'Oswald viene festeggiato il 5 agosto.

## Comuni che lo venerano come santo patrono
- Cartigliano (VI)
- Cerro Veronese (VR)
- Sauris (UD)
- Casasola, frazione di Frisanco (PN)
- Cleulis, frazione di Paluzza (UD)
- Borsoi e Cansiglio, frazioni di Tambre (BL)
- Bedollo, frazione di Bedollo (TN)